# Дефіцит водних ресурсів
Дефіцит водних ресурсів (англ. Water scarcity) — відсутність достатніх запасів водних ресурсів для забезпечення потреб населення в чистій питній воді. Питна вода необхідна для підтримки життя і має першорядне значення для здоров'я людини. Від дефіциту питної води потерпає понад 40 відсотків світового населення. Проблему недостатньої кількості питної води з 20 сторіччя розглядаєтьсяють як глобальну проблему сучасності. Населення планети стрімко зростає і при цьому зростає необхідність в чистій питній воді.

## Причини
Дефіцит питної води пов'язаний з результатами зміни клімату, з діяльністю людини, яка призводить до скорочення водних ресурсів через забруднення прісноводних екосистем а також з наслідками урбанізації та змін з землевикористанням.
За статистикою, майже 1/5 частина світового населення живе в районах в яких спостерігається серйозна нестача чистої питної води. Крім того, 1/4 частина населення живе в країнах що розвиваються, які відчувають нестачу через відсутність інфраструктури, яка необхідна для збору води з водоносних горизонтів та річок.
Однією з основних проблем є проблема забруднення прісної води, яка суттєво знижує вже існуючі запаси. Цьому забрудненню сприяють промислові викиди і стоки, змив добрив з полів, а також проникнення солоної води в прибережних зонах в водоносні шари через відкачування ґрунтових вод.

## Наслідки
Нестача чистої води змушує людей використовувати для пиття воду з небезпечних джерел, яка небезпечна для здоров'я. Споживання забрудненої прісної води призводить до погіршення умов життя, розвитку захворювань включаючи смертельні випадки.  Через нестачу води існує практика зберігання води в будівлях, що суттєво може збільшити ризик забруднення і створення сприятливих умов для розмноження шкідливих бактерій. Також, серйозною проблемою є гігієна. Люди не можуть належним чином митися, прати свій одяг і зберігати в чистоті свої домівки.
Якщо не приймати ніяких заходів, то до 2030 року без задовільного очищення води залишиться майже 5 млрд чоловік, це близько 67 % населення планети. На сьогоднішній день на кожного жителя Землі припадає близько 750 м³ на рік прісної води, до 2050 року ця кількість зменшиться до 450 куб. м. До 80 % країн світу опиняться в зоні, яка за класифікацією ООН відноситься до категорії за межею дефіциту водних ресурсів. Тільки в Африці до 2020 року через зміни клімату в такій ситуації опиниться від 75 до 250 млн осіб. Нестача води в пустельних і напівпустельних регіонах викличе інтенсивну міграцію населення.

## Вода— глобальний порядок денний ООН

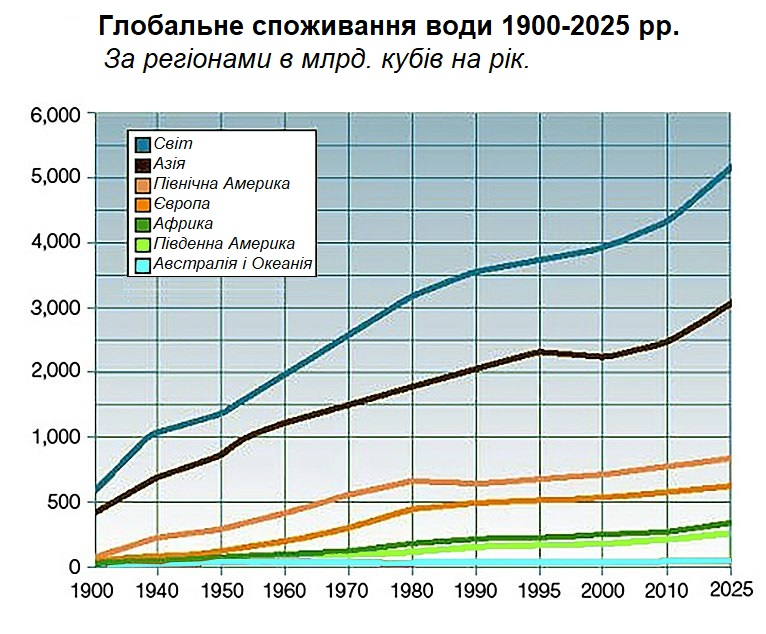
Світове споживання води 1900-2025 рр., в млрд. кубів на рік.

### Роль водних ресурсів
Ефективне управління водними ресурсами на глобальному рівні сприяє зміцненню миру, безпеки і співробітництва між народами, що відповідає цілям і принципам ООН. Одним з найважливіших напрямків діяльності ООН є подолання глобальної кризи нестачі прісної питної води. Проблемам, пов'язаним з водою, були присвячені Конференція ООН з водних ресурсів (1977 р), Міжнародне десятиріччя постачання питної води та санітарії (1981—1990 рр.), Міжнародна конференція з водних ресурсів і навколишнього середовища (1992) і Всесвітня зустріч на вищому рівні «Планета Земля» (1992 р).
Для привернення уваги світового населення до проблеми нестачі прісної води, 2003 року був проголошений Міжнародним роком прісної води. У тому ж році був заснований механізм «ООН — водні ресурси», який займається питаннями, пов'язаними з прісною водою і санітарією. Період 2005—2015 рр. Генеральна Асамблея ООН проголосила Міжнародним десятиріччям дій «Вода для життя», координатором даної програми є механізм «ООН — водні ресурси».
Кожні три роки Всесвітня програма ООН по оцінці водних ресурсів (WWAP) публікує Всесвітню доповідь ООН, який представляє найповнішу оцінку стану прісноводних ресурсів у світі.

### Чиста вода і санітарія— мета сталого розвитку
Для вирішення глобальних проблем людства в 2000 р. на Саміті тисячоліття ООН прийняли програму під назвою «Цілі розвитку тисячоліття (ЦРТ)». 8 міжнародних цілей розвитку повинні були бути досягнуті до 2015 року. У цьому документі не було прописано окремої мети щодо забезпечення населення чистою питною води, проте в цілі номер 7 «Забезпечення екологічної стійкості» стояло завдання — до 2015 р вдвічі скоротити частку населення, що не має постійного доступу до чистої питної води і основних санітарно-технічних засобів.
За період з 1990 р по 2015 р доступ до поліпшених джерел питної води отримали 2,6 мільярда чоловік, в тому числі 42 % населення найменш розвинених країн. На 2015 рік такі джерела використовують 96 % міського населення і 84 % сільських жителів. Проте, число жителів планети, які все ще позбавлені доступу до чистої питної води, становить 663 мільйони чоловік і 80 % з них проживають в сільських районах. 
У 2015 г. «Цілі розвитку тисячоліття» були завершені, хоч і не всі вони були в повній мірі досягнуті, але вдалося досягти значних успіхів. Були прийняті нові цілі для майбутнього міжнародного співробітництва — «Цілі сталого розвитку (ЦУР)» на період до 2030 року. На цей раз доступ до чистої води та санітарії виділили в окрему мету під номером 6. Серед завдань, які необхідно виконати — поліпшення якості води, підвищення ефективності використання водних ресурсів та захист пов'язаних з водою екосистем.

## Вода— це політика

### Статистика запасів водних ресурсів по країнам
За запасами водних ресурсів найбільш забезпеченим є регіон Латинської Америки, на якого частку припадає 1/3 світових запасів, потім слідує Азія 1/4. Після йдуть країни ОЕСР (20 %), країни Африки на південь від Сахари і країни колишнього СРСР, на них припадає по 10 %. Найбільш обмежені водні ресурси країн Близького Сходу і Північної Америки (по 1 %).
Найбільш великими споживачами води (за обсягами) є Індія, Китай, США, Пакистан, Японія, Таїланд, Індонезія, Бангладеш, Мексика і Російська Федерація.
В Африці на південь від Сахари майже 340 млн осіб позбавлені доступу до безпечної питної води. Півмільярда людей в Африці не мають адекватних очисних споруд, далеко відстаючи в цьому від інших регіонів світу.
За загальним обсягом ресурсів прісної води Росія займає лідируюче положення серед країн Європи. Так, в Російській Федерації, в той час як вона займає друге місце в світі за кількістю водних ресурсів, до сих пір спостерігається нестача води в багатьох регіонах в силу її нерівномірного розподілу. За даними ООН до 2025 року Росія разом зі Скандинавією, Південною Америкою і Канадою залишаться регіонами найбільш забезпеченим прісною водою, понад 20 тисяч м³ / рік в розрахунку на душу населення.
З найбільшою ймовірністю першими залишаться без води Африка, Південна Азія, Близький Схід і Північний Китай.

## Водні конфлікти між державами

#### Арабо— ізраїльський конфлікт
Арабо-ізраїльська війна 1967 року була багато в чому пов'язана зі зростаючими потребами в воді на Близькому Сході. Питання і зараз актуальне. Річка Йордан контролюється Ізраїлем, в посушливі періоди Ізраїль обмежує поставки води палестинцям. Під час спекотного літа 2016 року близько 2,8 мільйона арабських жителів Західного берега і місцеві лідери неодноразово скаржилися на відмову в доступі прісної води. Ізраїль звинувачує палестинців в тому, що вони не хочуть сісти за переговори, щоб вирішити, як оновити застарілу інфраструктуру. Річка Йордан, яка протікає через Ліван, Сирію, Ізраїль, Західний берег і Йорданію, знаходиться в центрі одного з декількох постійних міждержавних конфліктів, пов'язаних з водою. Вона є джерелом напруженості між Ізраїлем і арабськими державами протягом більше 60 років.

#### Індо— пакистанський конфлікт
Багато конфліктів між Пакистаном і Індією виникали через користування водами річки Інд, яка протікає по їх території.

#### Збройні зіткнення в Африці
В Африці збройні зіткнення через водні запаси не рідкість. Ботсвана, Ангола і Намібія не можуть поділити дельту річки Окаванго.
Найдовша в світі річка Ніл є пунктом розбіжностей між Ефіопією, Суданом і Єгиптом. Єгипет побоюється, що Білий Ніл пересохне, протікаючи по території Судану і Уганди, не досягнувши Синайської пустелі, а Ефіопія претендує на збір здебільшого води з повноводного Блакитного Нілу, що невигідно для Єгипту.
Існує думка, що падіння режиму Каддафі в Лівії було пов'язано з тим, що в Лівійської Джамахірії зосереджені великі запаси питної води. Каддафі хотів здійснити водний проект, який міг би поліпшити становище з водою в Північній Африці, але в час запуску водного проекту почалася інтервенція до Лівії. Після повалення Каддафі в Лівії водне питання не піднімалося.

## Роль дискусії про водні ресурси— критика
Противники водної кризи заявляють про те, що вода на Землі не зникне, посилаючись на круговорот води в природі. Прісна вода є поновлюваним природним ресурсом. Вода випаровується, потім конденсується, випадає на Землю у вигляді дощу, снігу та інших опадів, які просочуються в ґрунт, потрапляють в річки, моря і океани. Процес кругообігу води в природі вічний. Тому повне зникнення прісної води людству не загрожує. Води на планеті достатньо, проте вона здебільшого солона, а опріснення обходиться дуже дорого. Прісної води на Землі вистачає, але розподілена вона нерівномірно. У одних країн вона в надлишку, у інших — дефіцит, тому виникають водні конфлікти.
Основні проблеми полягають не у недостатній кількості води на Землі, а у забрудненні вод, у нестачі засобів для її видобування (підземні води), дорогому опрісненню солоних вод.